# San Bartolomeo in Galdo
San Bartolomeo in Galdo è un comune italiano di 4 240 abitanti della provincia di Benevento in Campania. Il comune è sede della Comunità montana del Fortore.

## Geografia fisica

### Territorio
Posto all'estremo nord est della regione Campania, San Bartolomeo in Galdo è uno dei quattro comuni campani (insieme a San Pietro Infine, Mignano Monte Lungo  e Lacedonia) il cui territorio comunale confina con due regioni. Si trova al confine con la Puglia e il Molise ed è delimitato dai comuni di Tufara, Foiano di Val Fortore, Castelvetere in Val Fortore, Baselice, Roseto Valfortore, San Marco la Catola, Volturara Appula e Alberona.
Il paese sorge a 597 metri s.l.m. su una collina coperta dì vigneti, uliveti e frutteti, e domina la vallata del Fortore, che poco più a valle, in territorio pugliese, forma il lago artificiale di Occhito.
Il fiume Fortore, citato da Plinio Il Vecchio nella sua Naturalis Historia come Fertor, flumen portuosum nasce dal monte Altieri (888 metri s.l.m.), dalla riunione di quattro ruscelli (il Fiumarelle, il Foiano, il San Pietro e il Montefalcone) che confluiscono in località Facchiano, distante circa quattro chilometri da San Bartolomeo in Galdo.
Il bosco Montauro, situato a nord est del centro abitato alle pendici del monte Taglianaso (lungo il versante interno dei monti della Daunia), è un bosco prevalentemente di querce, ma è presente anche il faggio. Le specie faunistiche presenti sono il cinghiale, la volpe, la faina, il ghiro e il lupo appenninico con 5 esemplari.
Tra i volatili si segnala la poiana, il nibbio, il gheppio, il picchio verde, il picchio rosso maggiore e la beccaccia.

### Clima
Il clima di San Bartolomeo è sub-continentale temperato, del versante adriatico con estate calda e secca, inverni rigidi e lunghi con nevicate abbondanti e ricorrenti gelate.
Dal punto di vista legislativo il comune di San Bartolomeo in Galdo ricade nella fascia climatica E.

## Origini del nome
Il toponimo rimanda all'apostolo san Bartolomeo, il cui culto era stato diffuso dal principe longobardo Sicardo: questi nell'838 aveva portato a Benevento le reliquie del santo, sottratte ai saraceni dell'isola di Lipari.
"Galdo" deriva probabilmente dal latino medievale "gualdus o gualdum" (bosco) o dal tedesco  "Wald" (foresta) , abbastanza diffuso in Italia e che potrebbe indicare un territorio un tempo boscoso.

## Storia

### Antichità e alto medioevo
L'attuale territorio di San Bartolomeo in Galdo fu abitato dai Sanniti e probabilmente in seguito dai Liguri Bebiani o Corneliani, che i Romani obbligarono a trasferirsi nel Sannio, come dimostrano le iscrizioni rinvenute nella zona e il cippo sepolcrale in onore di Giunone risalente al 198 d.C., venuto alla luce in località Castelmagno agli inizi del 1989 e conservato attualmente nella biblioteca comunale.
Nella località di Castelmagno, che ha restituito tracce anche di una frequentazione precedente, esisteva un luogo fortificato, già menzionato a partire dall'VIII secolo.
Il territorio passò dai Longobardi, ai Normanni e agli Svevi e i gastaldati si mutarono in contee.
Nel 1255, il territorio fu dato all'abbazia benedettina di Santa Maria di Gualdo Mazzocca, in seguito alla sconfitta dei Saraceni di Lucera da parte delle truppe pontificie comandate da Iacopo Savello.

### Periodo angioino-aragonese
Nel 1326 l'abate Nicola da Ferrazzano deliberò la fondazione di San Bartolomeo in Galdo, chiedendone l'assenso al re di Napoli, Roberto d'Angiò.
Nel 1327 fu avviata la ricostruzione del borgo e, dopo il 1497, la popolazione crebbe con l'aggregazione degli abitanti delle comunità di Santa Maria in Castelmagno, Santa Maria in Ripa e Sant'Angelo in Vico, che vennero distrutti dalle truppe aragonesi, veneziane, mantovane e pasaresi che combattevano contro Carlo VIII di Francia. Inoltre, a partire dallo stesso anno 1497, San Bartolomeo in Galdo divenne la residenza effettiva dei vescovi di Vulturara.

### Epoca moderna
L'abitato crebbe e fu circondato da mura. Al borgo originario divenuto poi centro storico, si accedeva da cinque porte protette da torri: porta della Croce, porta Vicaria o Portella, porta Murorotto, porta San Vito e porta Provenzana. San Bartolomeo in Galdo fu in possesso dei De Capitaneis, dei Guevara, dei Carafa, dei Ferrante, dei Gonzaga, dei Caracciolo, degli Spinelli e il nucleo urbano si arricchì di palazzi nobiliari.
Nel 1647 il paese partecipò alla rivolta di Masaniello, duramente repressa. Terremoti, epidemie e cattivi raccolti fecero scendere il numero degli abitanti da 567 famiglie nel 1595 a sole 274 dopo la peste del 1656. 
Nel 1703 fu fondata la chiesa madre del paese.
Nel 1732 fu signore di San Bartolomeo il vescovo di Vulturara. Con la soppressione dell'ordine gesuita (1768) divenne città regia allodiale. Il cardinale Gurtler, confessore della regina Maria Carolina, fece costruire nel 1791 una fontana al centro di piazza Garibaldi (rimossa durante il periodo fascista).
Durante l'occupazione francese, con il regno di Gioacchino Murat fu abolita la feudalità e furono soppressi numerosi monasteri, le cui proprietà passarono agli abitanti. San Bartolomeo fece parte della Capitanata e con il Regno d'Italia (1861) entrò nella provincia di Benevento, nella quale fu capoluogo del suo circondario fino alla soppressione e aggregazione dello stesso nel 1926 al circondario di Benevento.
Dal 1818, con la soppressione della diocesi di Vulturara, a cui apparteneva dal 1330, entrò a far parte della diocesi di Lucera e dal 1983 alla diocesi di Benevento.

### Simboli
Lo stemma e il gonfalone di San Bartolomeo in Galdo sono stati concessi con decreto del Presidente della Repubblica del 2 ottobre 1989.
Il gonfalone è costituito da un drappo di azzurro.

## Monumenti e luoghi d'interesse

### Architetture religiose
Le 7 chiese:
- La Chiesa madre[16] fu utilizzata come cattedrale della diocesi di Vulturara. Venne ampliata e riconsacrata l'8 luglio 1703 dal cardinale Vincenzo Maria Orsini, arcivescovo di Benevento (poi papa Benedetto XIII) e dedicata a san Bartolomeo apostolo. L'interno è a croce latina, ha un rosone in alto sulla facciata principale, due portali del XV secolo, provenienti dalla badia di Santa Maria del Gualdo in Mazzocca e la nuova Porta in bronzo, inaugurata il 1º febbraio 2009, che riporta in 24 formelle la storia dei santi protettori: san Bartolomeo apostolo e san Giovanni eremita. Il campanile-torre rappresenta il simbolo del paese.
- Chiesa dell'Annunziata[17], con portale del 1498, non è più adibita al culto dalla fine degli anni cinquanta.
- Convento dei Frati minori, fondato intorno al 1609, e la chiesa di Santa Maria degli Angeli[18], in stile barocco spagnolo, consacrata dal vescovo di Volturara, monsignor Tommaso Carafa, il 6 febbraio 1630.
- Chiesa della Santissima Immacolata Concezione[19], edificata nel l173-1742 e comunemente chiamata "Chiesa nuova".
- Chiesa del Calvario[20], edificata nel 1894.
- Chiesa di Maria santissima del Carmine[21], edificata nel 1910 dai fratelli sacerdoti Francesco e Matteo Catalano.
- Chiesetta di Sant'Antonio abate[22], fu costruita nel 1720 da Agostino Ugone, dedicata originariamente a sant'Antonio da Padova e attualmente chiusa al culto.

### Architetture civili
- Palazzo vescovile, edificato ad opera di monsignor Simeone Majolo (1571-1596), vescovo di Volturara.
- Palazzo Catalano[23], Costruito nel XVIII secolo, in stile neoclassico, dalla famiglia di commercianti Catalano Gonzaga. È un edificio di grandi dimensioni, con 32 stanze, belvedere a terrazzo, torretta, cappella privata e sala da thè dopo il terrazzo, la facciata posteriore è ornata con bassorilievi in marmo.[24]
- Palazzo Martini[25], rinascimentale, appartenente agli abati commendatari dell'abbazia di Santa Maria a Mazzocca.
- Portali di alcune abitazioni del centro storico che conservano gli stemmi gentilizi delle famiglie nobili che vi abitarono.
- Museo civico Castelmagno, situato in un palazzo d'epoca interamente ristrutturato, ospita mostre ed eventi.
- Monumento ai caduti in piazza Umberto I

### Murales
I Murales di San Bartolomeo in Galdo godono di una buona notorietà e un comitato locale organizza dal 2010 una manifestazione estiva per la realizzazione di murales in vari luoghi nel paese. Nel 1976 ne venne realizzato uno in occasione della visita degli Inti-Illimani restaurato nel 2010. Nel 2011 e 2012 sono stati realizzati altri due murales, ispirati dalle canzoni Fiume Sand Creek di Fabrizio De André e Caruso di Lucio Dalla, nel 2013 uno sulla vita di Nelson Mandela e nel 2014 uno in memoria di Vittorio Arrigoni..

## Società

### Evoluzione demografica
Abitanti censiti

## Cultura
- Biblioteca Comunale
- Teatro Comunale
- Museo civico Castelmagno[30]
- Museo della civiltà contadina[31].

### Istruzione

#### Scuole
L'istituto comprensivo statale "Leonardo Bianchi" comprende due scuole dell'infanzia, due scuole primarie e una scuola secondaria di primo grado, distribuite fra il capoluogo comunale e la frazione di Ianziti. Vi è inoltre una scuola dell'infanzia privata, gestita da suore.
L'istituto di istruzione superiore "Enrico Medi", dal 2014 "Medi-Livatino", comprende il Liceo Scientifico e l'Istituto Professionale per l'Agricoltura nella sede di San Bartolomeo in Galdo, l'Istituto Professionale di Stato per i Servizi commerciali e turistici (IPSCT) di Baselice ed il Liceo Classico ed ITE di San Marco dei Cavoti.

### Eventi
- Festa di Maria santissima Incoronata (ultimo sabato di aprile)
- Festa del Corpus Domini con l'infiorata
- Festa patronale di san Bartolomeo apostolo (24-25-26 agosto)
- Festa della Madonna Immacolata (8 dicembre)
- Festa di Santa Lucia (13 dicembre)

## Economia

### Agricoltura
L'agricoltura costituisce la tradizionale, e tuttora più importante attività economica di San Bartolomeo in Galdo: vi si coltivano prevalentemente cereali, uva, olive, frutta, ortaggi, legumi e tabacco. Le aziende agricole sono inoltre impegnate nell'allevamento di ovini, bovini, suini e pollame, con un utilizzo minimo dei macchinari e prodotti sintetizzati.
Si è sviluppata la valorizzazione dei prodotti tipici locali (carne, latticini e derivati, liquori, ortaggi di stagione, pasta fresca). Alcune aziende si sono dedicate alla produzione di prodotti tipici (pomodori in scatola, sottolio e sottaceti vari, torroni al cioccolato e varie tipologie di liquori). Inoltre sono presenti in loco molte aziende agrituristiche.

### Commercio
Il commercio è cresciuto fino agli anni 2000, i negozi di San Bartolomeo costituivano il punto di riferimento non solo per i paesani ma anche per i cittadini dei paesi limitrofi, che si riversavano in massa al mercato domenicale e alle varie fiere paesane organizzate nell'arco dell'anno in paese. Dal 2000 circa il commercio ha subito un calo ma è ancora attrattivo il mercato domenicale (nonché le fiere) che si sviluppa lungo Via Regina Margherita e Via Pasquale Circelli.
La maggioranza dei negozi è concentrata nel centro del paese soprattutto lungo il corso e via Margherita anche se negli ultimi anni sono sempre più i negozi che aprono anche nella nuova zona del paese (Janziti).

### Industria
L'industria a San Bartolomeo è nata relativamente tardi. Le prime piccole realtà industriali sono nate verso la metà degli anni settanta. In seguito queste piccole realtà si sono man mano ingrandite dando origine ad una discreta realtà industriale che, per dipendenti assorbiti e fatturato, è la principale dell'alta valle del Fortore.
La maggioranza delle industrie, dapprima sparse lungo tutto il paese, ora è prevalentemente concentrata nella nuova zona industriale situata nella parte bassa e pianeggiante del paese.
I settori principali sono: tessile, imballaggi in plastica, calcestruzzo, manufatti in vetro, pitture e vernici ed infissi in legno ed alluminio.

## Amministrazione
| Periodo | Periodo   | Primo cittadino        | Partito                              | Carica      | Note |
| ------- | --------- | ---------------------- | ------------------------------------ | ----------- | ---- |
| 1984    | 1990      | Raffaele Sepe          | Democrazia Cristiana                 | Sindaco     |      |
| 1990    | 1991      | Antonio Mascia         | Democrazia Cristiana                 | Sindaco     |      |
| 1991    | 1992      | Giovanni Palumbo       | Democrazia Cristiana                 | Sindaco     |      |
| 1992    | 1993      | Erminio Pacifico       | Democrazia Cristiana                 | Sindaco     |      |
| 1993    | 1995      | Giovanni Palumbo       | Democrazia Cristiana                 | Sindaco     |      |
| 1995    | 2003      | Gianfranco Marcasciano | Partito Popolare Italiano-DL         | Sindaco     |      |
| 2003    | 2004      | Fiorentino Boniello    |                                      | Commissario |      |
| 2004    | 2008      | Donato Agostinelli     | La Margherita                        | Sindaco     |      |
| 2008    | 2009      | Luigi Colucci          |                                      | Commissario |      |
| 2009    | 2014      | Vincenzo Sangregorio   | Punto e a capo... per un Nuovo Corso | Sindaco     |      |
| 2014    | 2016      | Gianfranco Marcasciano | Lista civica                         | Sindaco     |      |
| 2016    | 2017      | Vincenzo Lubrano       |                                      | Commissario |      |
| 2017    | in carica | Carmine Agostinelli    | Lista civica                         | Sindaco     |      |

### Gemellaggi
- Ripa Teatina, città natale del padre del pugile Rocky Marciano, la cui madre era originaria di San Bartolomeo in Galdo[35].
- Ferrazzano, in nome dell'abate di Mazzocca, Nicola da Ferrazzano, al quale si deve la fondazione di San Bartolomeo in Galdo[36].